# 福-韦西尼厄勒
福-韦西尼厄勒（法語：Faux-Vésigneul，法語發音：[fo veziɲœl]）是法国马恩省的一个市镇，位于该省中部，属于香槟沙隆区。该市镇于1967由原市镇科勒河畔福（Faux-sur-Coole）和科勒河畔韦西尼厄勒（Vésigneul-sur-Coole）合并而成。1970年，科勒河畔方丹（Fontaine-sur-Coole）并入该市镇。

## 地理
福-韦西尼厄勒（48°46'49"N, 4°24'0"E）面积39.42 平方千米，位于法国大東部大區马恩省，该省份为法国东北部内陆省份，北起阿登省，西北接埃纳省，西南接塞纳-马恩省，南至奥布省，东南接上马恩省，东临默兹省。
与福-韦西尼厄勒接壤的市镇（或旧市镇、城区）包括：谢普拉普赖里、科勒、库佩、多马坦莱特雷、普兰日、松日、苏代、托尼欧伯夫、维特里城。

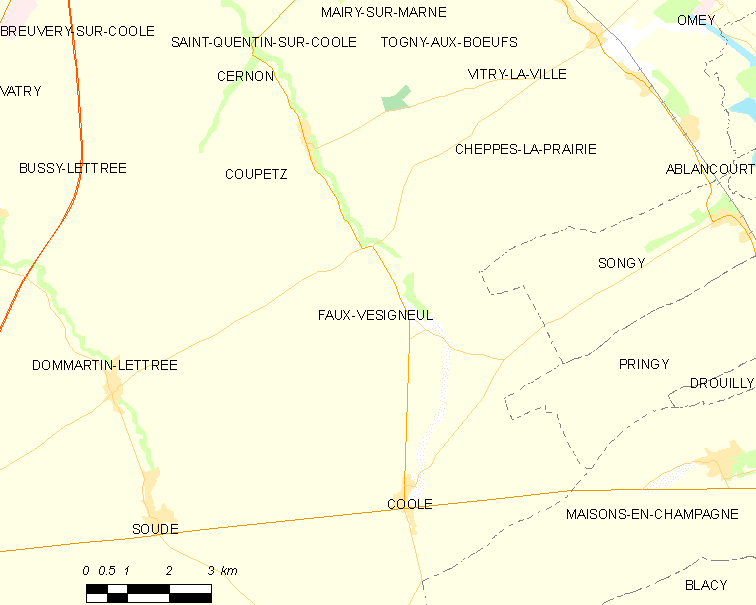
福-韦西尼厄勒的OSM定位图

福-韦西尼厄勒的时区为UTC+01:00、UTC+02:00（夏令时）。

## 行政
福-韦西尼厄勒的邮政编码为51320，INSEE市镇编码为51244。

## 政治
福-韦西尼厄勒所属的省级选区为香槟沙隆第三县。

## 人口

1962-2008年间福-韦西尼厄勒人口变化图示

福-韦西尼厄勒于2022年1月1日时的人口数量为239人。